# Desant (formație)
Desant este o formație de hard/heavy metal din Timișoara, România. Formația își are începuturile în anul 2010, fiind constituită atunci din solistul Alex Anca, chitaristul Tibi Săulescu, basistul Alin Achim (fost la Cargo), claviaturistul Vlad Toma și bateristul Mihai Dobrescu.
În 2011, Desant a lansat primul single, cu titlul „Zbor”. În anul următor, în primăvară a participat la o preselecție pentru participarea la festivalul OST Fest, desfășurată în clubul Silver Church, obținând, împreună cu formațiile Reborn și Armies of Enlil, dreptul de a concerta pe scena festivalului.
După participarea la OST Fest, festival la care și-a susținut recitalul în ziua de 16 iunie 2012 (în aceeași zi în care au concertat Europe și Manowar), în toamna aceluiași an formația a lansat primul său album, intitulat Joc de noroc. Primele piese de pe album au fost interpretate în cadrul concertului formației Rezident Ex (a fostului solist de la Cargo, Kempes), desfășurat la Arenele Romane din București în 21 septembrie 2012, și la care Desant a avut statut de invitat special. Formația a fost apreciată de Nelu Brindusan pe site-ul Maximum Rock ca având versuri „ușor de memorat și care te prind la prima audiție”, acesta observând și că formația a avut grijă și de partea vestimentară, zonă în care nu au exagerat cu îmbrăcămintea și accesoriile, dar „au dat foarte bine”. Concertul de la Arenele Romane avea să fie ulterior denumit „lansarea oficială a formației” de către basistul Alin Achim; albumul Joc de noroc a fost lansat propriu-zis în ziua de 9 noiembrie 2012, printr-un concert la Daos Club din Timișoara și în 15 noiembrie la București, printr-un concert desfășurat la Ageless Club.
Albumul de debut a fost apreciat de redactorii emisiunii „Top românesc” de la Radio România Actualități realizată de Titus Andrei, care i-au acordat titlul de cel mai bun debut al anului 2012 pentru piesa „Doar o amintire” difuzată în cadrul emisiunii; de asemenea, postul Radio România 3Net „Florian Pittiș” a acordat formației premiul pentru cel mai bun album rock din 2012 pentru albumul Joc de noroc.
În 2017, Bruno Neves, un solist vocal din Brazilia, se alătură trupei.

## Discografie
- Albumul Joc de noroc (2012)
- Albumul Vulpea Deșertului (2015)